# Équipe du Turkménistan des moins de 17 ans de football
Maillots
L'équipe du Turkménistan des moins de 17 ans est une sélection de joueurs de moins de 17 ans au début des deux années de compétition placée sous la responsabilité de la Fédération du Turkménistan de football. Elle fut une fois au premier tour de la Coupe d'Asie des nations des moins de 16 ans et n'a pas participé à la Coupe du monde de football des moins de 17 ans.

## Parcours en Coupe d'Asie des nations de football des moins de 16 ans
De 1985 à 1991, le Turkménistan fait partie de l’URSS.
- 1992 : Non inscrit
- 1994 : Non inscrit
- 1996 : Non inscrit
- 1998 : Non qualifié
- 2000 : Non qualifié
- 2002 : Non qualifié
- 2004 : Non qualifié
- 2006 : Non qualifié
- 2008 : 1er tour
- 2010 : Non qualifié
- 2012 : Non inscrit
- 2014 : Non qualifié
- 2016 : Non qualifié
- 2018 : Forfait
- 2023 : À venir

## Parcours en Coupe du monde des moins de 17 ans
- 1993 : Non inscrit
- 1995 : Non inscrit
- 1997 : Non inscrit
- 1999 : Non qualifié
- 2001 : Non qualifié
- 2003 : Non qualifié
- 2005 : Non qualifié
- 2007 : Non qualifié
- 2009 : Non qualifié
- 2011 : Non qualifié
- 2013 : Non inscrit
- 2015 : Non qualifié
- 2017 : Non qualifié
- 2019 : Non inscrit
- 2023 : À venir